# ASC Purple

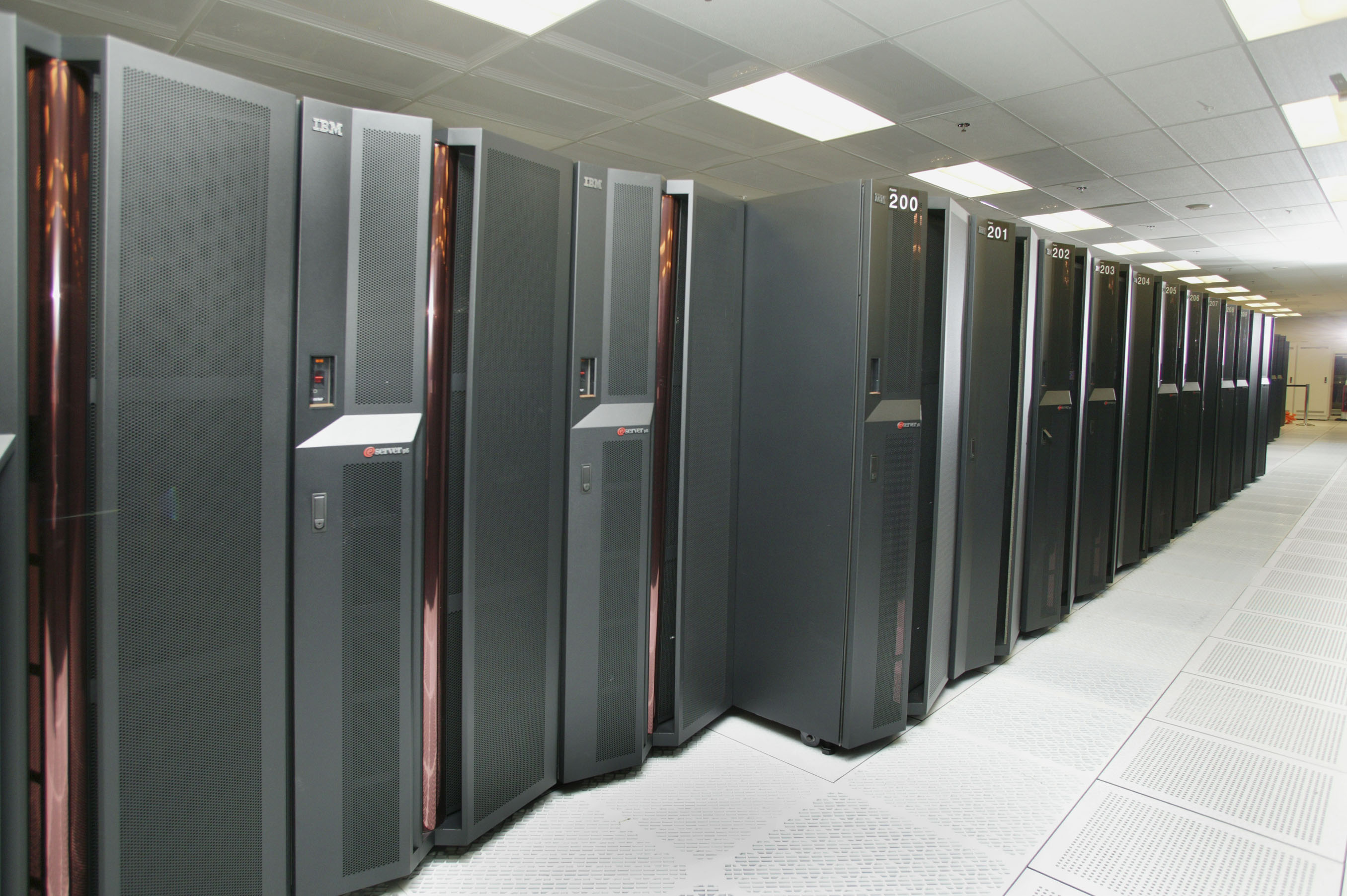
Supercomputador ASC Purple

ASCI Púrpura é um supercomputador instalado no Laboratório Nacional Lawrence Livermore, em Livermore (Califórnia). O sistema é desenvolvido pela IBM em colaboração com o Laboratório Lawrence Livermore O sistema foi instalado em junho de 2005 e com o contrato para o Blue Gene custou 290 milhões de dólares norte-americanos. Em novembro de 2005, o segundo computador TOP500 foi o terceiro computador mais poderoso do planeta.
O sistema é composto por um conjunto de servidores redundantes POWER5 na configuração SMP ligado através do anel. Servidores vinculados são 196 e POWER5 processadores contém 12.544 com um total de 50 terabytes de memória RAM e 2 petabytes de espaço em disco. O sistema operacional utilizado é o IBM's AIX e servidor como um todo consome 7,5 megawatts de eletricidade. Em teoria, a máquina é capaz de gerar 100 teraflops.
O sistema é o quinto estágio do "Advanced Simulation e do Programa de Computação (ASC) iniciado pelos Estados Unidos, no Departamento de Energia e também na Administração Nacional de Segurança Nuclear para construir simuladores capazes de substituir a moratória de testes nucleares proibido pelo Presidente dos Estados Unidos George HW Bush em 1992 e prorrogado por Bill Clinton em 1993.